# Musikjahr 1722
Liste der Musikjahre

◄◄ | ◄ | 1718 | 1719 | 1720 | 1721 | Musikjahr 1722 | 1723 | 1724 | 1725 | 1726 | ► | ►►

Weitere Ereignisse
Dieser Artikel behandelt das Musikjahr 1722.

## Ereignisse

### Johann Sebastian Bach
- Johann Sebastian Bach ist seit dem 7. August 1717 Kapellmeister und Director derer Cammer-Musiquen am Hof des Fürsten Leopold von Anhalt-Köthen in Köthen. Bach schätzt den musikalischen jungen Fürsten, der oft als Violinist im Orchester mitwirkt und ihm offenbar auch persönlich nahe steht.
- Bach kann in Köthen für eine hervorragende Kapelle komponieren. Fürst Leopold hat bis zu 17 Musiker angestellt, die zum Teil aus der 1713 aufgelösten Kapelle des preußischen Königs Friedrich Wilhelm I. stammen. Acht der Instrumentalisten, unter ihnen Christian Ferdinand Abel, haben Solistenqualität und den Rang eines Cammermusicus.

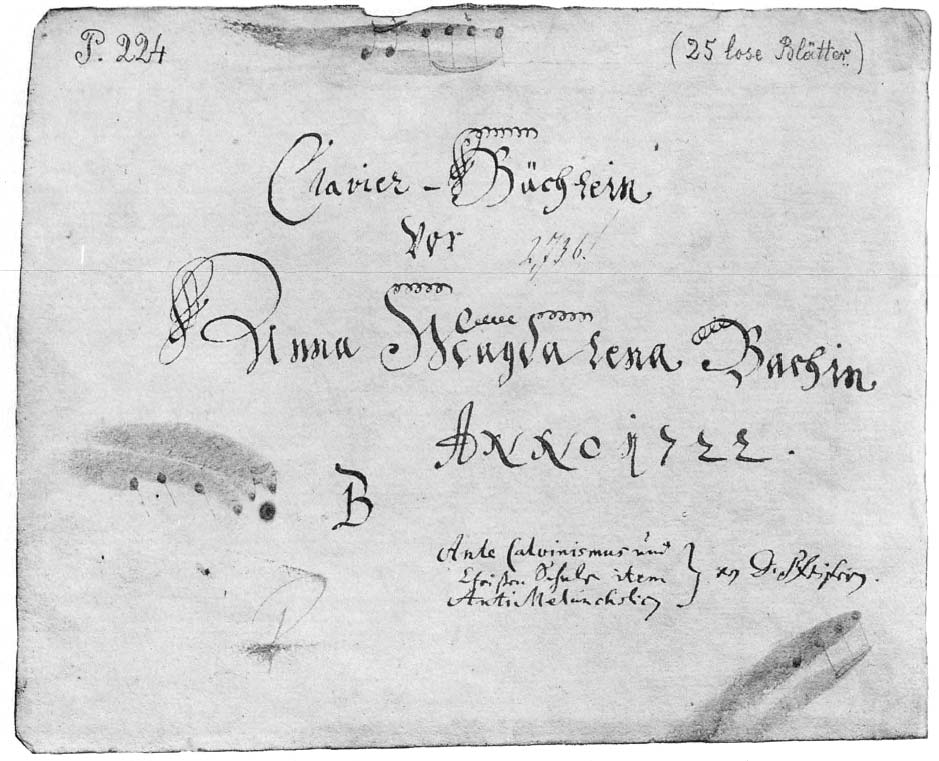
Clavier-Büchlein vor Anna Magdalena Bachin Anno 1722, Deckblatt

- Johann Sebastian Bach und seine zweite Frau Anna Magdalena stellen als Beitrag zur musikalischen Erziehung ihrer Kinder das erste Notenbüchlein für Anna Magdalena Bach zusammen. Das Notenbüchlein enthält die Frühfassungen der Französischen Suiten.
- Bach vollendet in Köthen Teil I seines Werkes Das Wohltemperierte Klavier (BWV 846–869) für die damals üblichen Tasteninstrumente (Cembalo, Spinett, Clavichord). Es besteht aus 24 Satzpaaren von je einem Präludium und einer Fuge in allen Dur- und Molltonarten, chromatisch aufsteigend angeordnet von C-Dur bis h-Moll. Bachs Eigentitel auf dem Titelblatt des Autographs von 1722 lautet: Das Wohltemperirte Clavier oder Præludia, und Fugen durch alle Tone und Semitonia, so wohl tertiam majorem oder Ut Re Mi anlangend, als auch tertiam minorem oder Re Mi Fa betreffend. Zum Nutzen und Gebrauch der Lehrbegierigen Musicalischen Jugend, als auch derer in diesem studio schon habil seyenden besonderem Zeitvertreib auffgesetzet und verfertiget von Johann Sebastian Bach. p. t: Hochfürstlich Anhalt-Cöthenischen Capel-Meistern und Directore derer Camer Musiquen. Anno 1722.
- Aus nicht ganz klaren Gründen wendet sich Fürst Leopold von Bachs Ensemblemusik immer mehr ab, was diesen veranlasst, sich nach neuen Stellen umzusehen. Bach mutmaßt, dass diese Abwendung durch die Gemahlin des Fürsten, Friederike Henriette von Anhalt-Bernburg, die dieser 1721 geheiratet hat, verursacht ist.
- Durch den Tod Johann Kuhnaus am 5. Juni wird in Leipzig die Stelle des Thomaskantors frei. Nach einem ersten Probespiel am 14. Juli wird von den Bewerbern, zu denen Johann Friedrich Fasch (Kapellmeister am Hofe zu Anhalt-Zerbst) und Christian Friedrich Rolle (Musikdirektor in Magdeburg) zählen, Georg Philipp Telemann gewählt. Da Telemann auf Grund einer Gehaltserhöhung in Hamburg bleibt, wird eine zweite Kantoratsprobe anberaumt, bei der neben Georg Friedrich Kauffmann aus Merseburg, der freiwillig zurücktritt, Christoph Graupner (Kapellmeister in Darmstadt) und Balthasar Schott (Organist an der Neuen Kirche in Leipzig) auch Johann Sebastian Bach kandidiert. Sein Probespiel wird im Februar 1723 stattfinden.

### Georg Friedrich Händel
- Georg Friedrich Händel ist in London als musikalischer Direktor der Royal Academy of Music, eines neuen Opernunternehmens auf Subskriptionsbasis am King’s Theatre, tätig.
- Neben Händel beschäftigt die Akademie zeitweise noch die Komponisten Giovanni Bononcini und Attilio Ariosti. Das Publikum spaltet sich in Parteien, die sich entweder hinter Händel oder Bononcini stellen. Insbesondere in der Anfangszeit sind Bononcinis Aufführungen erfolgreicher als Händels.
- Finanziell ergeht es Georg Friedrich Händel zu dieser Zeit gut, das Geschäft mit seiner eigenen Musik blüht. So ist er etwa am Verkauf von Eintrittskarten und Noten beteiligt. Die Pension, die er vom englischen Königshaus erhält, macht nur etwa ein Viertel seines Einkommens aus.
- Um 1722 veröffentlicht Händel die sechs Triosonaten op. 2 für zwei Violinen und Basso continuo bei dem französisch-niederländischen Drucker und Verleger Estienne Roger. Sie entsprechen durchgängig der viersätzigen italienischen Kirchensonatenform. Dieser entsprechen auch die 15 Solosonaten op. 1, die ebenfalls um 1722 von Roger in Amsterdam erstmals publiziert werden.

### Alessandro Scarlatti
- Alessandro Scarlatti, der in Neapel als Kapellmeister der Cappella Reale tätig war, hält sich in den Jahren 1717 bis 1722 überwiegend in Rom auf. Hier wird er die Reihe seiner Opern mit mehreren Werken für das Teatro Capranica abschließen.
- Scarlatti erarbeitet für das Teatro Capranica eine Neufassung seiner Oper Arminio, die erstmals am 27. September 1703 in der Villa Pratolino in Florenz aufgeführt worden war. Der Inhalt der Oper basiert auf dem Leben Arminius’, des Fürsten der Cherusker, der den Römern im Jahre 9 n. Chr. in der Varusschlacht mit der Vernichtung von drei Legionen eine ihrer verheerendsten Niederlagen beibrachte.

### Domenico Scarlatti
- Domenico Scarlatti ist seit 1719 in Lissabon Musiklehrer und Hofkapellmeister am Hofe des frommen und verschwendungssüchtigen Königs Johann V. Scarlatti hat hier vor allem geistliche Vokalwerke zu liefern und schreibt auch einige weltliche Serenatas. Er unterrichtet außerdem den jüngeren Bruder des Königs Dom António (1695–1757) und die an Asthma leidende portugiesische Prinzessin Maria Bárbara de Bragança am Cembalo, die sich als hochbegabte Musikliebhaberin erweist.

### Georg Philipp Telemann

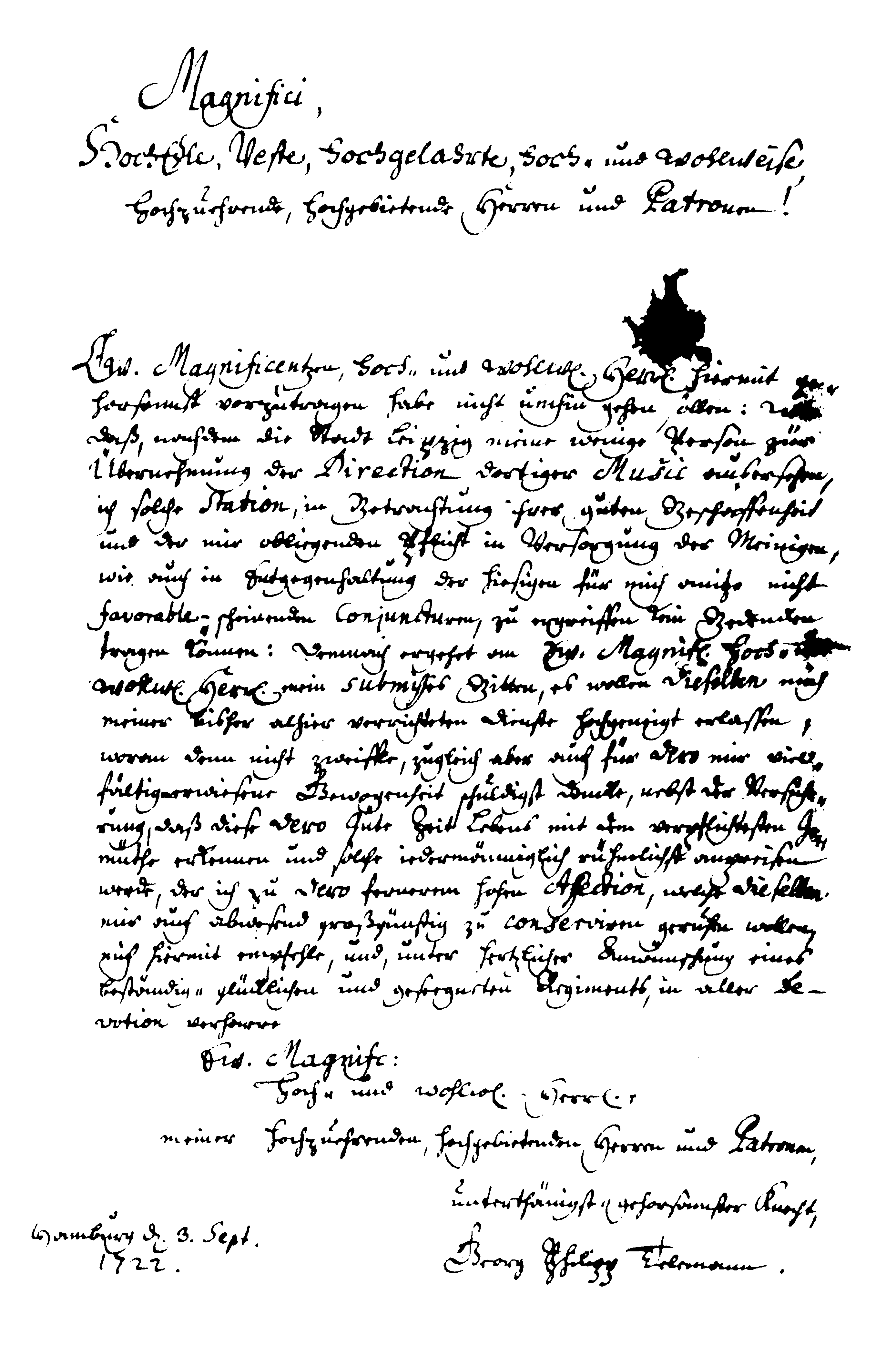
Telemanns Entlassungsgesuch an die Hamburger Ratsherren

- Georg Philipp Telemann ist seit 1721 Cantor Johannei und Director Musices der Stadt Hamburg, eines der angesehensten musikalischen Ämter Deutschlands. In seinem neuen Amt verpflichtet sich Telemann zur Komposition von zwei Kantaten wöchentlich und einer Passion pro Jahr, in späteren Jahren greift er allerdings bei seinen Kantaten auf frühere Werke zurück. Daneben komponiert er zahlreiche Musiken für private und öffentliche Anlässe, etwa für Gedenktage und Hochzeiten. Das Amt des Cantoris Johannei ist auch mit einer Tätigkeit als Musiklehrer des Johanneum verbunden; seinen Verpflichtungen zu außermusikalischem Unterricht kommt Telemann jedoch nicht selbst nach. Außerdem baut er das bereits 1660 von Matthias Weckmann gegründete, aber mittlerweile nicht mehr konzertierende Collegium musicum neu auf. Die Eintrittskarten verkauft er persönlich.
- Telemann übernimmt für ein Jahresgehalt von 300 Talern auch die Leitung der Hamburgischen Oper. Dieses Amt wird er bis zur Schließung des Hauses im Jahr 1738 ausüben.
- Telemann hat in der Hansestadt mehr Ärger, als von ihm erwartet. Der Ratsdrucker verweigert eine Beteiligung Telemanns am Verkaufserlös der Kantaten- und Passions-Textheftchen. Aus dem darauffolgenden langwierigen Rechtsstreit wird Telemann erst 1757 siegreich hervorgehen. Zudem beschwert sich das Kollegium der Oberalten, als Telemann 1722 einige Kantaten in einem vornehmen Wirtshaus (gemeint war das Baumhaus im Hamburger Hafen) aufführen will. Zusammen mit der unzureichenden Bezahlung und seiner zu kleinen Wohnung bewegen ihn diese Vorfälle dazu, sich nach dem Tode Johann Kuhnaus um die Stelle als Thomaskantor in Leipzig zu bewerben.
- Unter den sechs Bewerbern um die Stelle als Thomaskantor wird Telemann einstimmig gewählt, worauf er am 3. September ein Entlassungsgesuch einreicht. Da der Hamburger Rat sein Gehalt um 400 Mark lübisch erhöht, lehnt Telemann die Stelle als Thomaskantor etwas später ab und bleibt in Hamburg. Seine gesamten Jahreseinkünfte betragen damit etwa 4.000 Mark lübisch.

### Antonio Vivaldi
- Antonio Vivaldi ist seit 1718 in Mantua tätig, wo er in Diensten von Prinz Philipp von Hessen-Darmstadt hauptsächlich als Intendant und Opernkomponist arbeitet.

### Weitere biografische Ereignisse
- Tomaso Albinoni erreicht den Höhepunkt seiner Karriere. Nach der Veröffentlichung seiner bis dahin ambitioniertesten Konzertsammlung, der 12 Concerti a cinque op. 9, die dem Kurfürsten Maximilian II. Emanuel von Bayern gewidmet sind, erhält er zwei Kompositionsaufträge aus München: Für die Hochzeit von Maximilians Sohn Karl Albrecht, dem späteren Kaiser Karl VII., mit Maria Amalie, der Tochter des verstorbenen Kaisers Joseph I., schreibt Albinoni die Oper I veri amici und das kleinere „componimento poetico“ II trionfo d’Amore. Die sehr erfolgreichen Uraufführungen am 24. Oktober und 4. November in München dirigiert er selbst. In einem Bericht darüber in Johann Matthesons Critica Musica wird besonderer Wert auf die Feststellung gelegt, dass bei der Veranstaltung „der rechte Albinoni“ mitgewirkt hat, da zu dieser Zeit in Deutschland und Schweden ein Betrüger unterwegs ist, der sich „für den Tomaso Albinoni von Venedig“ ausgibt.

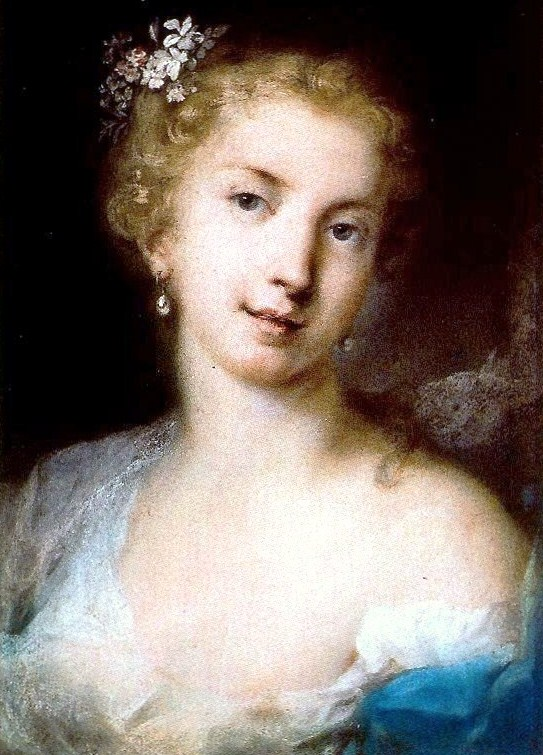
Francesca Cuzzoni (1696–1778), Pastell von Rosalba Carriera (?)

- Die Sopranistin Francesca Cuzzoni ist in der Karnevalsaison 1721–1722 am Teatro San Giovanni Grisostomo in Venedig unter Vertrag, zusammen mit der Altistin Vittoria Tesi, dem berühmten Altisten Antonio Bernacchi, dem Tenor Annibale Pio Fabbri sowie dem Altkastraten Gaetano Berenstadt. Sie alle wirken in den Uraufführungen der folgenden drei Opern mit:
  - Plautilla von Antonio Pollarolo,[1]
  - Giulio Flavio Crispo von Giovanni Maria Capelli,[2]
  - und Venceslao, einer Gemeinschaftsproduktion von Giovanni Porta, Pollarollo und Capelli.[3]
- André Campra wird stellvertretender Kapellmeister der Chapelle Royale in Versailles.

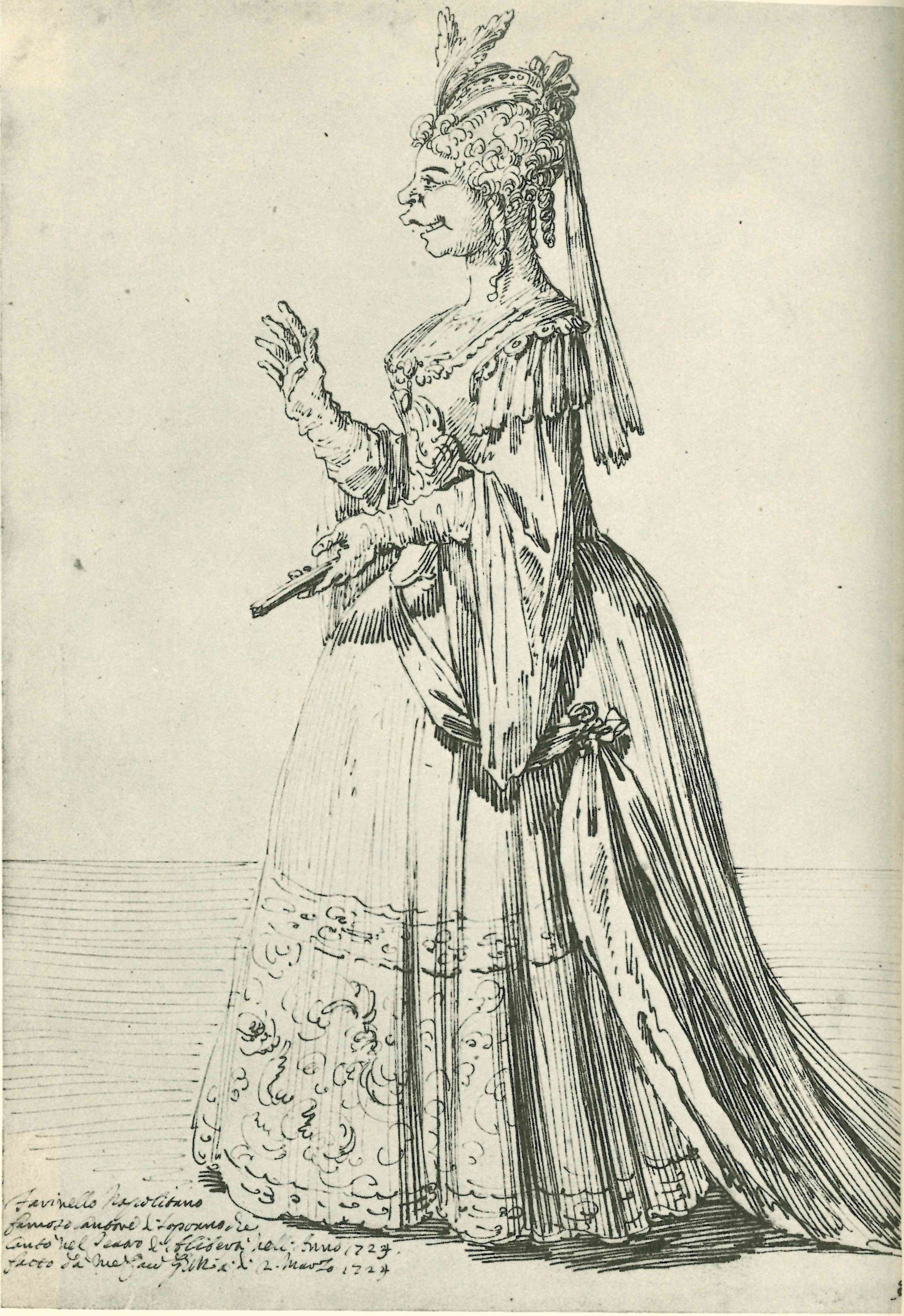
Karikatur von Farinelli in einer Frauenrolle

- Der jugendliche Farinelli tritt zu Beginn seiner Karriere vor allem in Frauenrollen auf, und zwar im Teatro Alibert in Rom als Placidia in Porporas Flavio Anicio Olibrio (Rom, Karneval 1722), als Palmira in Cosroe von Carlo Francesco Pollarolo (Karneval 1722) und als Sofonisba in Luca Antonio Predieris gleichnamiger Oper (Karneval 1722). 1722 soll Farinelli auch in Porporas Oper Eumene aufgetreten sein. Und laut einer bekannten aber nicht verifizierbaren Anekdote soll der siebzehnjährige Sänger in einem Wettstreit einen beliebten Solo-Trompeter übertroffen haben, sowohl im Halten und Schwellen eines Tones in erstaunlicher Länge, als auch in Reinheit und Kraft, Variationen und Trillern.
- Johann Friedrich Fasch wird Hofkapellmeister in Zerbst, wo er für den Rest seines Lebens bleibt.
- Christoph Graupner bewirbt sich auf Empfehlung Georg Philipp Telemanns um die bereits durch diesen abgelehnte Stelle des Thomaskantors in Leipzig.
- Da Norddeutschland ihm wenig Perspektiven bietet, reist Johann Adolph Hasse nach Italien und studiert von 1722 bis 1725 in Neapel Komposition bei Nicola Porpora und Alessandro Scarlatti.
- Conrad Friedrich Hurlebusch erhält eine Anstellung als Hofkapellmeister am königlichen Hof in Stockholm, der weitere Engagements in gleicher Position in Bayreuth, Hamburg und Braunschweig folgen werden.
- Georg Friedrich Kauffmann gehört im Herbst des Jahres zu den sieben Bewerbern um die Nachfolge Johann Kuhnaus als Leipziger Thomaskantor. Nach einem Bericht des Hollsteinischen Correspondenten aus Hamburg vom 8. Dezember dirigiert Kauffmann am 29. November, dem 1. Adventssonntag, seine Probekantate. Weil seinen Mitbewerbern Christoph Graupner und Johann Sebastian Bach je zwei Kantatenaufführungen zugestanden werden, gestattet der Leipziger Stadtrat auch ihm auf sein Bitten hin eine weitere Probeaufführung.
- Giuseppe Maria Orlandini wird Impresario am Teatro della Pergola in Florenz. Er wird diese Aufgabe bis 1751 wahrnehmen.

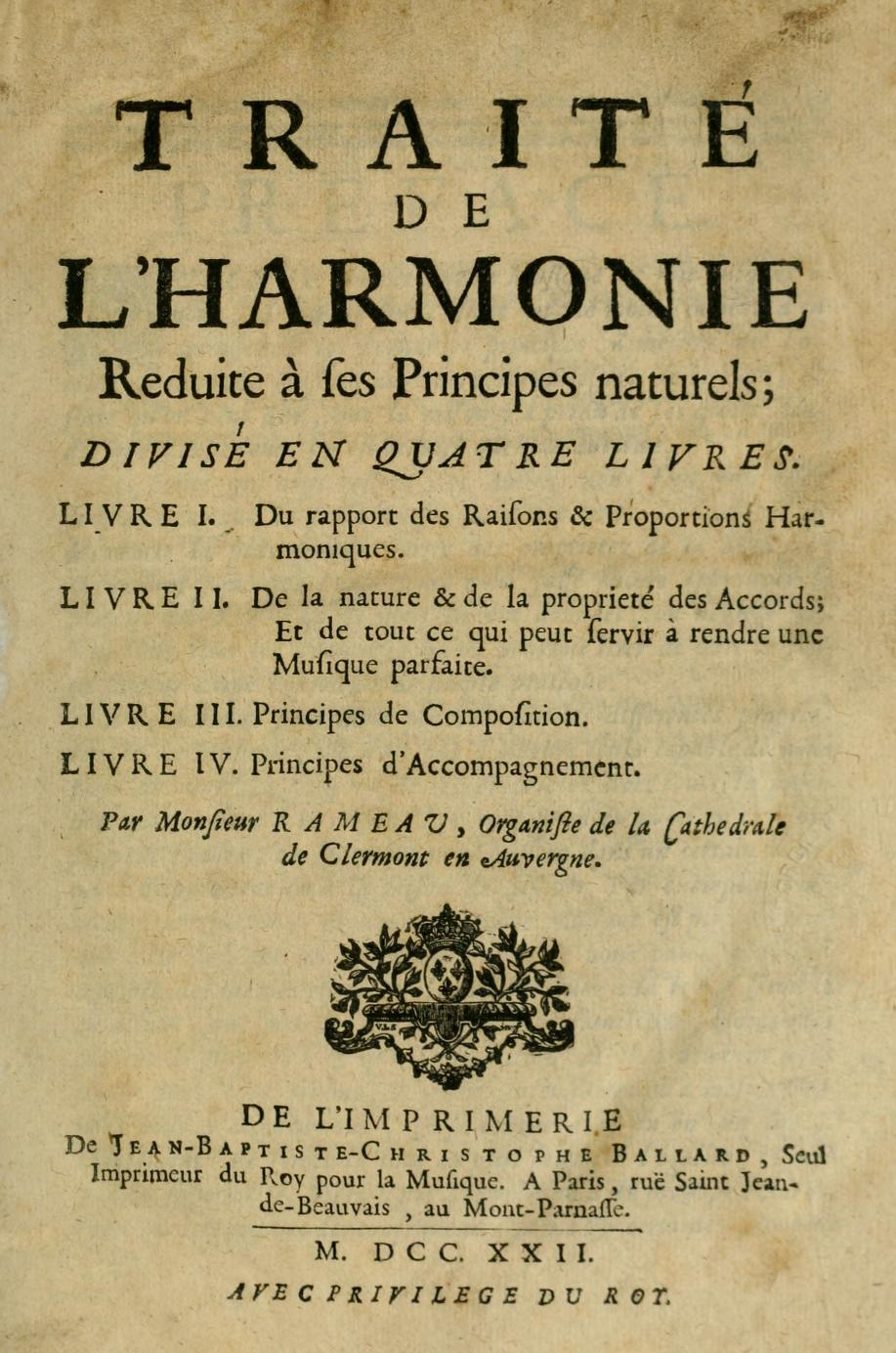
Jean-Philippe Rameau – Traité de l’harmonie réduite à ses principes naturels – Titelseite der Publikation – Paris 1722

- Nicola Antonio Porpora, dessen Karriere der sensationelle Erfolg seines Meisterschülers Farinelli starken Auftrieb gegeben hat, legt sein Amt am Conservatorio Sant’Onofrio in Neapel nieder, um sich in den nächsten drei Jahren ganz der Förderung von Farinellis Sängerlaufbahn widmen zu können.
- Jean-Philippe Rameau veröffentlicht seine Traité de l'harmonie réduite à ses principes naturels, das er in der Auvergne verfasst hat. Zusammen mit dem ergänzenden Nouveau Système de musique theorique aus dem Jahr 1726 begründet er damit die moderne Musiktheorie für Akkord- und Harmonielehre und erwirbt sich einen Ruf als Theoretiker.
- Christian Friedrich Rolle, der am 19. November 1721 als Nachfolger von Benedictus Christiani in das Generalkantorat der Kirche St. Johannis in Magdeburg berufen wurde, wird am 13. Februar in sein Amt eingeführt. Am Magdeburger Altstädtischen Gymnasium erteilt er Musikunterricht, ist aber aufgrund seines hohen Ansehens von allen anderen Lehrverpflichtungen entbunden. Auch er bewirbt sich um die Nachfolge des verstorbenen Leipziger Thomaskantors Johann Kuhnau.
- Francesco Maria Veracini gerät mit dem Komponisten Johann David Heinichen und dem Kastraten Senesino in Streit über die sündhaft teuren italienischen Opern. Der Streit endet mit einem Sprung Veracinis aus einem Fenster im dritten Stock. Er zieht sich dabei einen Hüft- und Beinbruch zu, der nur unzureichend verheilt, weswegen er seither hinkt.
- Der Librettist Apostolo Zeno wird in die Accademia della Crusca in Florenz aufgenommen. Für den Wiener Hof erwirbt er eine Reihe griechischer Manuskripte. Auch veranlasst er, dass die 1722 im siebenbürgischen Weißenburg entdeckten römischen Monumente nach Wien verbracht und in die Wände des Haupteingangs der Hofbibliothek eingemauert werden.
- Johann Adam Birckenstock veröffentlicht seine ersten Werke im Verlag Le Cène in Amsterdam.
- Josef Antonín Planický, der als Sänger in Süddeutschland und Österreich wirkte, wird Mitglied der fürsterzbischöflichen Kapelle in Freising.

### Uraufführungen

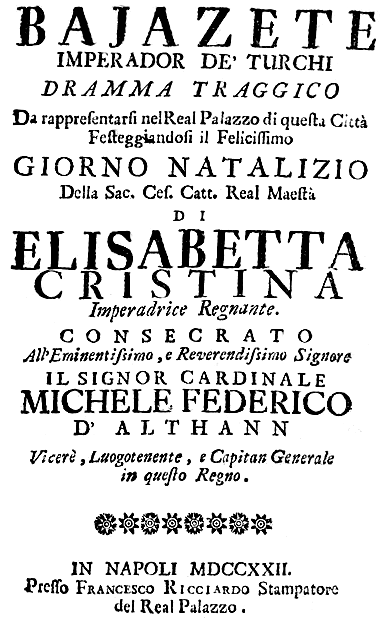
Leonardo Leo – Bajazete – Titelseite des Librettos – Neapel 1722

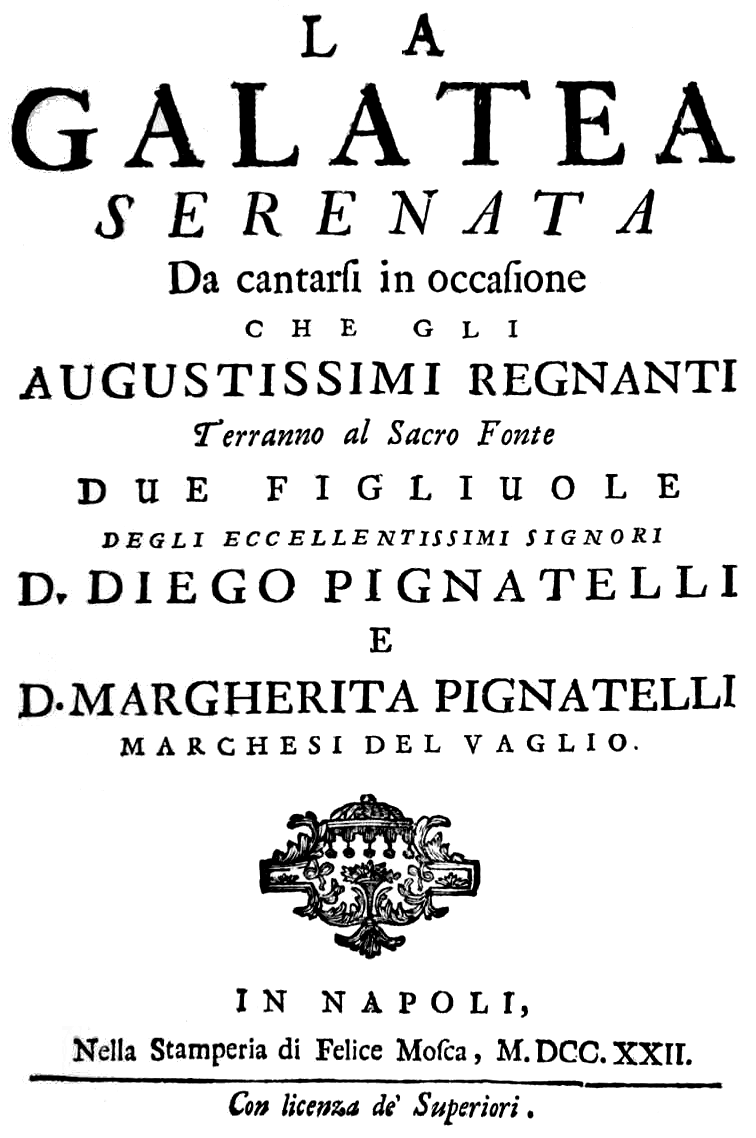
Gioseffo Comito – La Galatea – Titelseite des Librettos – Neapel 1722

#### Bühnenwerke

##### Oper
- 07. Januar: Uraufführung des Dramma per musica Nino von Giuseppe Maria Orlandini auf das Libretto von Ippolito Zanelli im Teatro Capranica in Rom; weitere Aufführungen in italienischen Städten, auch als Semiramide
- 17. Januar: Uraufführung der Oper Giulio Flavio Crispo von Giovanni Maria Capelli im Teatro San Giovanni Grisostomo in Venedig.
- 07. Februar: Uraufführung der Oper Venceslao von Antonio Pollarollo, Giovanni Maria Capelli und Giovanni Porta im Teatro San Giovanni Grisostomo in Venedig.
- 30. Januar: Die revidierten ersten beiden Akte der Oper Die durch Verstellung und Großmuth über die Grausamkeit siegende Liebe oder Julia von Reinhard Keiser aus dem Jahr 1717 kommen als Antonius, Römischer Kaiser in Kopenhagen auf die Bühne.
- 00. Januar: Die Oper Domenico Sarro Lucio Vero mit dem Libretto von Apostolo Zeno wird am Teatro San Bartolomeo in Neapel uraufgeführt.
- 22. Februar: Am King’s Theatre in London erfolgt die Uraufführung der Oper Griselda von Giovanni Bononcini.
- 16. April: Die Uraufführung des musikalischen Schauspiels Die unvergleichliche Psyche von Reinhard Keiser mit dem Libretto von Christian Heinrich Postel findet in Kopenhagen statt.
- 16. Mai: Uraufführung des Drama per musica Ormisda von Giuseppe Maria Orlandini auf das Libretto von Apostolo Zeno im Teatro Malvezzi in Bologna.
- 30. August: Die Uraufführung der Oper Bajazete imperador de’ turchi von Leonardo Leo findet im Palazzo Reale in Neapel statt.
- 30. August: Die Uraufführung der Oper Nitocri von Antonio Caldara erfolgt am Teatro della Favorita in Wien.
- 11. Oktober: Vermutlich hat Reinhard Keisers Oper Der durch Großmuth und Gnade siegende Augustus in Kopenhagen Premiere. Das Libretto stammt von Johann Joachim Hoë.
- 04. November: Die Oper Scipione nelle Spagne wird wie die meisten Opern von Antonio Caldara am Hoftheater in Wien uraufgeführt.
- 25. November: Die Uraufführung der Oper Die betrogene und nachmals vergötterte Ariadne von Reinhard Keiser auf das Libretto von Christian Heinrich Postel erfolgt am Theater am Gänsemarkt in Hamburg.
- 00. November: Die Oper Ulysses von Reinhard Keiser mit einem Libretto von Friedrich Maximilian von Lersner wird an der Hofoper in Kopenhagen uraufgeführt. Der für die Uraufführung zuerst vorgesehene Termin am 11. Oktober, dem Geburtstag des Königs, kann nicht gehalten werden, da die ursprünglich für die Rolle der Penelope vorgesehene Sängerin Margaretha Susanna Kayser kurzfristig schwer erkrankt ist. Die ersatzweise eingesprungene Sängerin besteht darauf, vier italienische Arien in die ursprünglich rein deutschsprachige Oper einzufügen. Zwei dieser Arien stammen von Giuseppe Maria Orlandini.
- Tomaso Albinoni
  - I veri amici (Uraufführung am 24. Oktober in München, dirigiert vom Komponisten)
  - Il trionfo d’Amore (Uraufführung am 24. Oktober in München, dirigiert vom Komponisten)
- Carlo Arrigoni – La vedova
- Jacques Aubert – La Fête royale, divertissement (Uraufführung in Chantilly)
- Gioseffo Comito – La Galatea
- Baldassare Galuppi – La fede nell'incostanza ossia gli amici rivali
- Giuseppe Maria Orlandini – L’artigiano gentiluomo, intermezzo (Libretto von Antonio Salvi, Uraufführung in Florenz)
- Nicola Antonio Porpora – Gli orti esperidi
- Leonardo Vinci – Li zite ’ngalera

##### Ballettmusik
- Jacques Aubert – Le Ballett de Chantilly, Le Ballet des vingt-quatre heures (Uraufführung in Chantilly)

##### Oratorium
- Johann Mattheson
  - Der unter den Todten gesuchte und unter den Lebendigen gefundene Sieges-Fürst (Hamburg)
  - Das Große in dem Kleinen oder Gott in dem Herzen eines gläubigen Christen (Hamburg)

### Instrumentalmusik

#### Orchestermusik
- Tomaso Albinoni
  - Balletti e sonate a tre op. 8 (Amsterdam)
  - Concerti a cinque op. 9 (Amsterdam)
- Johann Sebastian Bach – Ouverturensuite Nr. 3 (BWV 1068, komponiert um 1722)[4]
- Antonio Vivaldi – Konzerte, die nicht genau datiert werden können.[5]

#### Kammermusik
- Giovanni Bononcini – Divertimenti da camera
- François Couperin – 4 Concerts royaux für beliebige Besetzungen (publiziert 1722, komponiert ca. 1714–1715)
- Georg Friedrich Händel
  - Triosonate B-Dur (HWV 388, komponiert 1717–1722)
  - Triosonate g-Moll (HWV 390a, komponiert 1717–1722)
  - Triosonate g-Moll (HWV 390b, komponiert 1717–1722)[6]
- Jan Dismas Zelenka – Triosonaten für 2 Oboen, Fagott und Basso Continuo

### Tastenmusik

#### Cembalo
- Johann Sebastian Bach
  - Das Wohltemperierte Clavier, Teil 1: 24 Präludien und Fugen BWV 846–869, komponiert 1720–1722
  - Erstes Notenbüchlein für Anna Magdalena Bach, 1722, darin u. a. Frühfassungen der sogenannten Französischen Suiten Nr. 1–5 (BWV 812–816)
  - Inventionen und Sinfonien:
    - zweistimmige Inventionen (BWV 772–786, komponiert 1720–1723)
    - dreistimmige Sinfonien (BWV 787–801, komponiert 1720–1723)

  - Air mit Variationen (BWV 991)[4]
- François Couperin – Pièces de clavecin (3. Buch)

### Vokalmusik

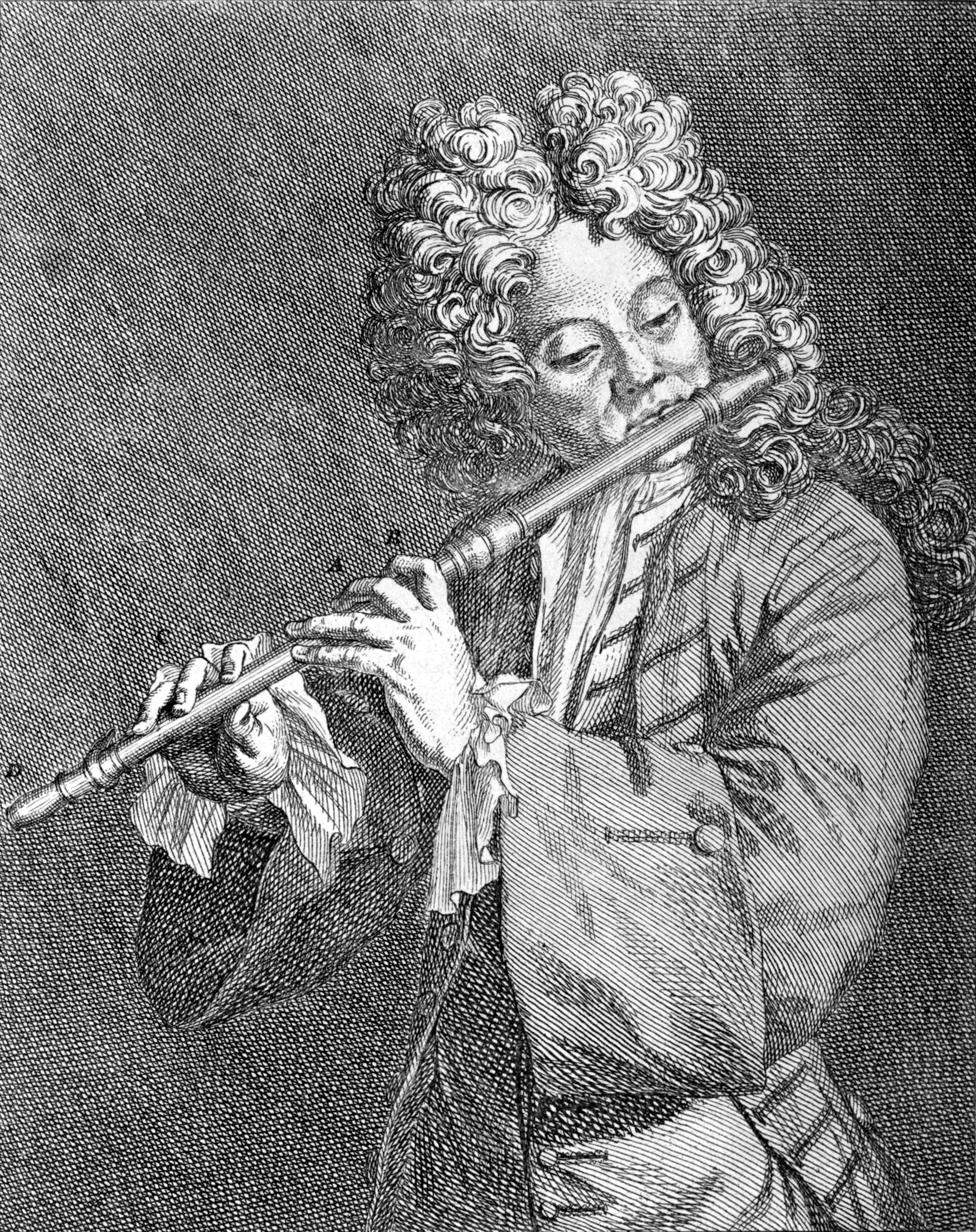
Jacques-Martin Hotteterre spielt eine dreiteilige Flöte – Abbildung aus seinem Buch

#### Geistlich
- Johann Sebastian Bach
  - Choral Jesus, meine Zuversicht (BWV 728)
  - Kantate zum neuen Jahr 1723 (BWV Anh. 8)
- André Campra – Nisi Dominus
- Johann David Heinichen
  - Missa F-Dur
  - Missa D-Dur
- Antonio Vivaldi – Motetten u. ä., die nicht genau datiert werden können

#### Weltlich
- Johann Sebastian Bach – Kantate Durchlauchtster Leopold (BWV 173a, Geburtstagskantate für den Zerbster Fürsten Johann August)
- André Campra – La Fête de l’Isle-Adam, 1722 (Pastorale oder Sérénade ?)

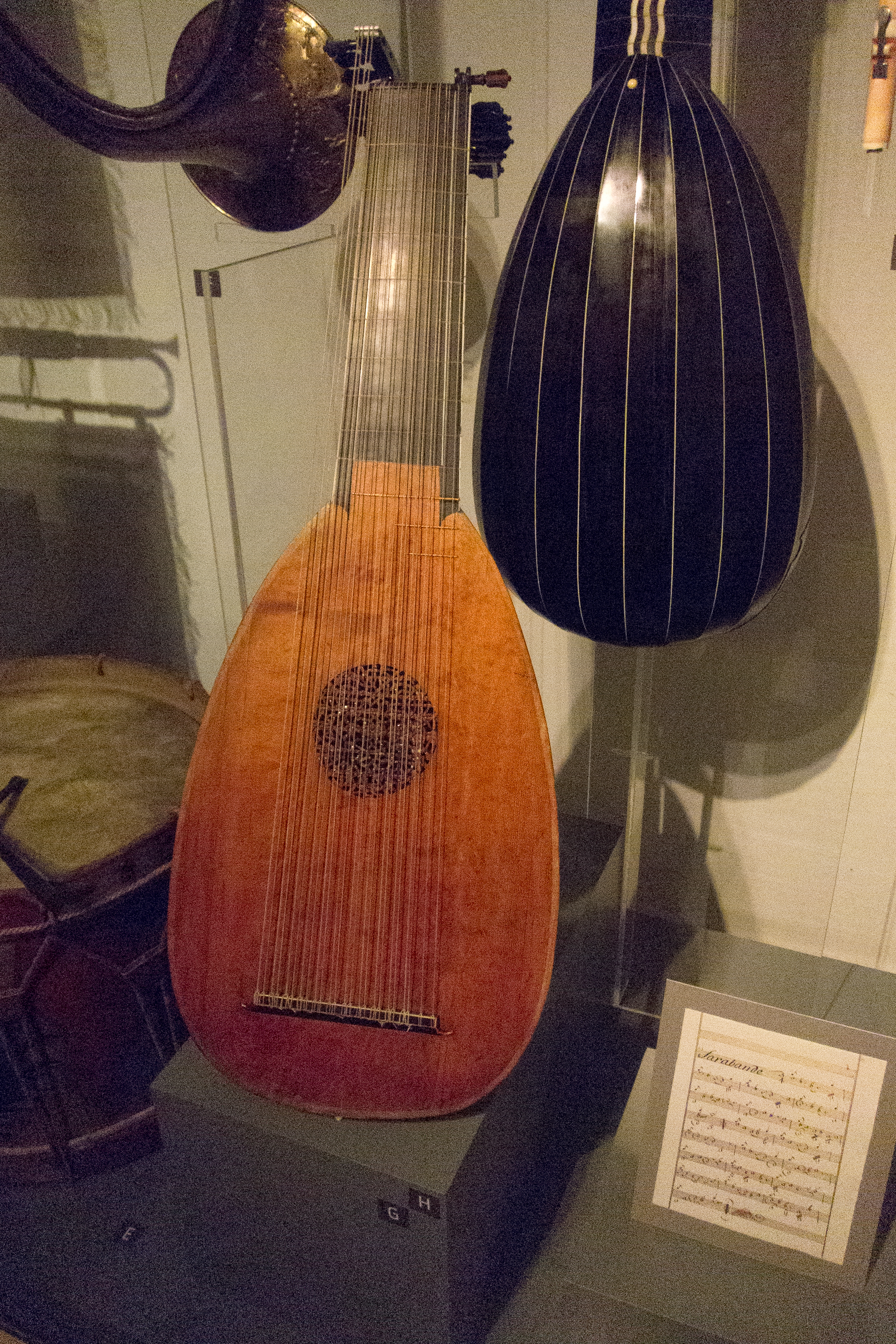
Laute von Thomas Edlinger im Museum für Musikinstrumente der Universität Leipzig

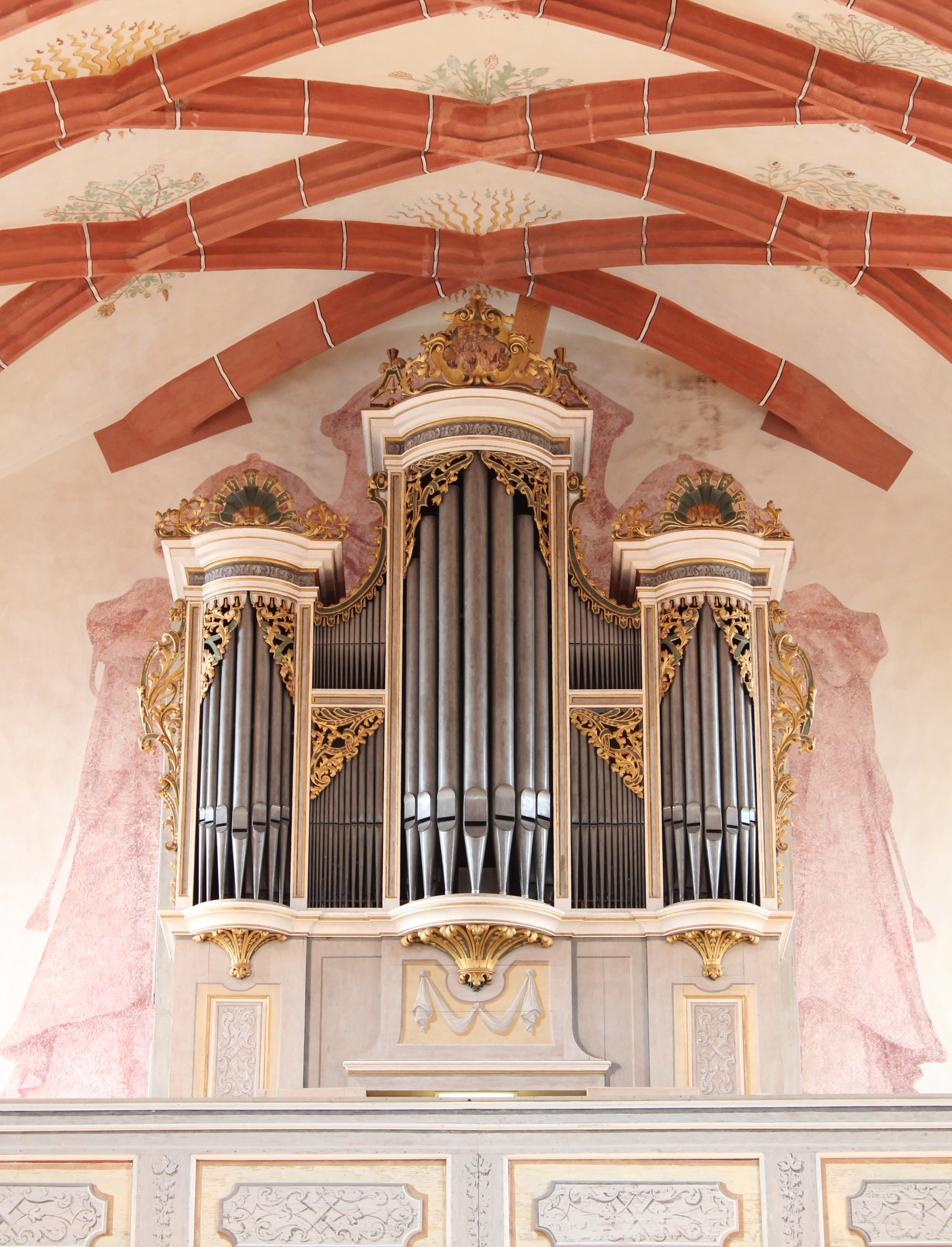
Orgel von Gottfried Silbermann in der Marienkirche in Rötha

### Lehrwerke
- Jacques-Martin Hotteterre – Principes de la flûte traversière ou flûte d'Allemagne, de la flûte à bec ou flûte douce et du hautbois (édition de 1722)
- Johann Mattheson – Critica musica (Hamburg 1722–1725)
- Jean-Philippe Rameau – Traité de l’harmonie reduite à ses principes naturels (Paris)

### Instrumentenbau
- Thomas Edlinger der Jüngere fertigt in Augsburg eine 13-chörige Laute aus Ebenholz, mit abgewinkeltem Wirbelkasten, die heute im Museum für Musikinstrumente der Universität Leipzig aufbewahrt wird.
- Zacharias Hildebrandt vollendet die Orgel in der Kirche St. Nikolai in Langhennersdorf.
- Gottfried Silbermann
  - stellt die Orgel in der Marienkirche in Rötha fertig,
  - vollendet die Orgel in der Kirche St. Johannis in Chemnitz und
  - fertigt vermutlich auch die Orgel in der Schlosskapelle von Schloss Seerhausen in Seerhausen.
- In der Werkstatt von Antonio Stradivari werden die Violinen Artot, Jupiter, Laub Petschnikoff und Vollrath hergestellt.

## Geboren

### Geburtsdatum gesichert
- 28. Januar: Johann Ernst Bach, deutscher Komponist († 1777)
- 06. Februar: Regina Mingotti, italienische Sopranistin († 1808)
- 31. März (getauft): Amdi Worm, dänischer Orgelbauer und Organist († 1791)
- 12. April: Pietro Nardini, italienischer Komponist und Geiger († 1793)
- 05. Mai: Placidus Maria Pichler, deutscher Benediktinerpriester und Organist († 1796)
- 22. Mai: Johannes Schmidlin, Schweizer Pfarrer, Komponist und Chorleiter († 1772)
- 3. Juni: Josef Anton Simnacher, österreichischer Orgelbauer († 1796)
- 30. Juni (getauft): Georg Anton Benda, böhmisch-deutscher Kapellmeister und Komponist († 1795)
- 02. Oktober: Leopold Widhalm, deutscher Lauten- und Geigenbauer († 1776)
- 19. November: Leopold Auenbrugger, österreichischer Mediziner und Librettist († 1809)
- 22. November: Jan Výmola, mährischer Orgelbauer († 1805)

### Genaues Geburtsdatum unbekannt
- Benedetta Emilia Agricola, italienischstämmige Opernsängerin der Stimmlage Sopran († 1780)

## Gestorben

### Todesdatum gesichert
- 00. Januar: Ruggiero Fedeli, italienischer Sänger, Komponist und Kapellmeister (* um 1655)
- 16. April: Johann Jacob Bach, deutscher Musiker, Mitglied der Musikerfamilie Bach (* 1682)
- 18. April: Johann Friedrich Helbig, deutscher geistlicher Dichter, Sänger und Kapellmeister (* 1680)
- 20. April: Johann Georg Rohr, Glockengießer in Heilbronn (* 1666)
- 28. April: Johannes Scherer, deutscher Instrumentenbauer (* 1664)
- 02. Mai: Gian Carlo Cailò, italienischer Violinist und Komponist (* 1659)

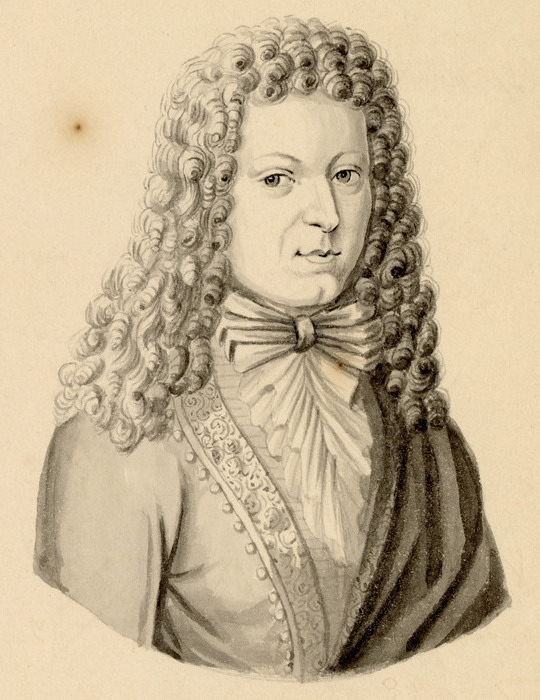
Johann Kuhnau; † 5. Juni

- 05. Juni: Johann Kuhnau, deutscher Komponist und Schriftsteller (* 1660)
- 22. Juni: Maria Landini, italienische Opernsängerin (* 1667 oder 1668)
- 11. Juli: Johann Joseph Vilsmayr, österreichischer Violinist und Komponist (* 1663)
- 18. September: Johann Caspar Horn, deutscher Komponist, Jurist und Arzt (* 1636)
- 25. Oktober: Francisco Guerau, spanischer Gitarrist, Sänger, Komponist und Priester (* 1649)
- 08. November: Christoph Cuntzius, deutscher Orgelbauer (* 1676)

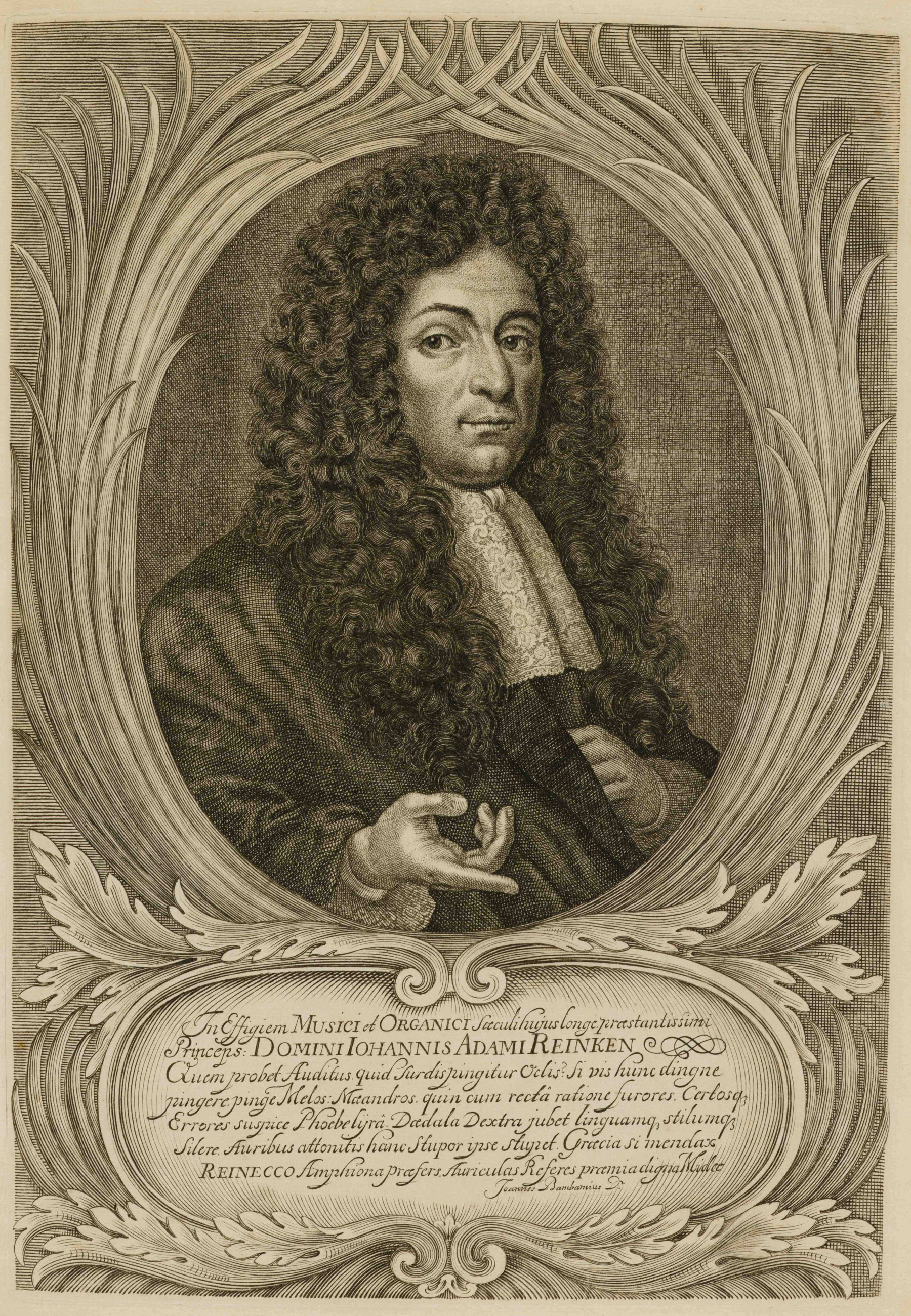
Johann Adam Reincken; † 24. November

- 24. November: Johann Adam Reincken, niederländisch-deutscher Komponist, Organist und Gambist (* 1623)

### Genaues Todesdatum unbekannt
- Johann Georg Alberti, deutscher Orgelbauer (* 1644)
- Caspar Schippel, deutscher Orgelbauer und Müller (* um 1648)

### Gestorben nach 1722
- Casimir Schweizelsperg, deutscher Komponist (* 1668)
- Gottfried Simonis, deutscher evangelischer Kirchenlieddichter (* 1692)